# Jules-Nicolas-André Babick
Jules Babick, parfois Julius Babick, né en Pologne le 29 juin 1820 et mort à Genève (Suisse) le 14 juin 1902, est un parfumeur et chimiste, militant socialiste puis membre de la Commune de Paris.

## Biographie
Parfumeur rue de Nemours et chimiste, il adhère à l'Association internationale des travailleurs au début de 1871. Personnalité atypique, de son vrai nom Babicki, il publia une lettre indiquant son appartenance à une religion nouvelle, la religion fusionienne. Il se proclamait "enfant du règne de Dieu". Il entretenait une correspondance mystique avec Jules Allix, une autre personnalité singulière de la Commune et vouait une admiration pour la Vierge. Il est signataire de l'Affiche Rouge du 7 janvier 1871, qui réclame la création d'une Commune. Il est élu au Conseil de la Commune par le Xe arrondissement avec 10.378 voix. Il lui arrivait de se présenter à la tribune vêtu d'écharpes omnicolores entrecroisées. Membre du Comité central, il proposa de supprimer la solde des gardes nationaux qui n'obéissaient pas au Comité et que les membres de la Commune fussent des "personnalités inviolables" comme les députés. Il est membre de la Commission de la Justice puis de celle des Services publics. Spécialiste des oraisons funèbres, il fut délégué à l'enterrement de Pierre Leroux où il déclara : " Adieu, Pierre, t'as été pour le peuple, c'est ça ; ainsi soit-il." Il traita Pyat de traitre lors de sa démission. Il vota contre le comité de Salut public parce qu'il estimait que la Commune n'était pas en danger "Elle se sauvera toute seule" (sic). Il ne signa pas pourtant le manifeste de la minorité. Après la Semaine sanglante Il se réfugie à Genève où il exerce de nombreux petits métiers.

### Notices biographiques
- Jules Clère, Les hommes de la Commune : Biographie complète de tous ses membres, Paris, Libraire-éditeur É. Dentu, 1871, 195 p. (lire en ligne sur Gallica), p. 33-35
- Paul Delion, Les membres de la Commune et du Comité central, Paris, A. Lemerre éditeur, août 1871, 446 p. (lire en ligne sur Gallica), p. 30-33
- Bernard Noël, Dictionnaire de la Commune, Coaraze, L'Amourier éditions, coll. « Bio », avril 2021 (1re éd. 1971), 799 p. (ISBN 978-2-36418-060-4, ISSN 2259-6976, présentation en ligne), p. 81
- « Notice « Babick Jules, Nicolas, André » », sur maitron.fr, Le Maitron, dictionnaire bibliographique du mouvement ouvrier et du mouvement social, Association Les Amis du Maitron (consulté le 3 août 2021)